# Episodi de Il capitano Maria
La serie televisiva Il capitano Maria, formata da 4 episodi, va in onda in Italia su Rai 1 dal 7 maggio 2018.
| n° | Titolo     | Prima TV Italia |
| -- | ---------- | --------------- |
| 1  | Episodio 1 | 7 maggio 2018   |
| 2  | Episodio 2 | 14 maggio 2018  |
| 3  | Episodio 3 | 21 maggio 2018  |
| 4  | Episodio 4 | 22 maggio 2018  |

## Episodio 1
Dopo dieci anni Maria Guerra, capitano dei Carabinieri, fa ritorno nel suo paese, in Puglia, per cominciare con i figli Luce e Riccardo una vita serena lontana dal trambusto della grande città. Un scelta non certo dettata dalla carriera: lascia infatti Roma a causa della sua irrequieta figlia diciottenne finita in un giro di amicizie sbagliate. A spingerla a tornare, però, c'è anche il desiderio di fare luce sulla misteriosa scomparsa di suo marito Guido, un magistrato del tribunale dei minori morto per un infarto mentre era alla guida della sua auto; Maria è convinta che non si sia trattato di un incidente ma che la morte del marito nasconda qualcosa e quindi vuole andare fino in fondo. Ma i propositi di tranquillità vengono subito spazzati via: il capitano salva un bambino sulla spiaggia che ha addosso una bomba e sul tetto di un palazzo viene ucciso l'attentatore che stava per azionare la bomba. Il boss pugliese Don Vito Patriarca, in carcere al 41bis e malato di cuore, chiede di parlare con il colonnello Mannoni dei Servizi: fa capire che è al corrente della vicenda del bambino nonostante le restrizioni del carcere e dice che c’è un’altra bomba all’interno della scuola dei figli della Guerra che scoppierà a breve se lui non otterrà la libertà. Con uno stratagemma il capitano e i suoi uomini entrano nella scuola, trovano lo zaino-bomba ma anche della droga nei bagni e pensano che chi spaccia si sia anche intrufolato facilmente per piazzare le pillole. Dopo un giro nelle classi viene perquisito Filippo Gravina che però le assume solamente e che, dopo essersi confidato con il prof. Dario Ventura, tra l’altro vecchio conoscente della Guerra, inizia a collaborare e consiglia di far evacuare i ragazzi attraverso i sotterranei così da non farsi vedere all’esterno da chi è pronto ad azionare la bomba. Ma Luce e un compagno di classe, ignari di tutto, si sono chiusi dentro una stanza per stare in intimità e vengono salvati appena in tempo. La bomba però non scoppia perché l’attentatore viene abbattuto da un uomo misterioso mentre sta per schiacciare il pulsante e l’alunna Annagreca Zara pare avere disinnescato la bomba.
- Ascolti Italia: 7 032 000 - 28,5% share[1]

## Episodio 2
I Carabinieri trovano il cadavere dell’attentatore e il capitano Guerra cerca di far parlare Patriarca ma litigando il boss si sente male e finisce in coma. La misteriosa Annagreca Zara nasconde qualcosa ed è stato suo fratello Vitagliano ad uccidere l’attentatore. Intanto l’indagine di droga su Filippo Gravina viene resa pubblica e lui per la troppa pressione decide di scappare con Luce. Tarik, il bambino kamikaze, viene rapito dalla comunità in cui si trovava sotto la custodia dei carabinieri da Hassan, uomo vicino ai Patriarca; ad aver messo lo zainetto bomba all’interno della scuola era stato un altro bambino di nome Yuri che sta diventando amico di Riccardo Guerra. Maria quando vede che la figlia non torna a casa medita di rinunciare all’incarico ma Zio Vittorio la porta da una medium che la avverte che è in corsa una guerra tra vecchi e giovani per il potere. Per salvare Vito Patriarca viene chiamato suo figlio Tancredi che è un chirurgo stimato ma il boss muore durante l’operazione e lui viene alle mani con il fratello Nico. Il tenente Labriola intanto inizia a seguire la misteriosa Annagreca Zara ma viene spiazzato dalle sue parole. Intanto Filippo porta Luce al rave party “L’isola che non c’è” organizzato dai fratelli Zara e il capitano Maria dopo essere stato avvisato dal prof. Ventura la raggiunge ma la festa finisce in tragedia perché due uomini stranieri iniziano a sparare all’impazzata con l’obiettivo di uccidere Annagreca. Labriola mette al corrente il capitano della sua ricerca sui fratelli Zara: Guido Guerra avrebbe fatto avere loro una nuova identità poco dopo la morte dei loro genitori. Il tenente continua a chattare con la hacker Annagreca che opera nel deep web ma lei rifiuta il suo aiuto. Hassan è costretto ad uccidere Tarik e come prova porta il suo cuore al figlio di Patriarca. Luce è scappata di nuovo e in videochiamata alla madre chiede di non cercarla; Riccardo invece viene portato da Yuri nel gruppo di bambini di Hassan.
- Ascolti Italia: 6 174 000 - 25.8% share[2]

## Episodio 3
Filippo e Luce si baciano. Labriola trova la conferma che il marito del capitano prima di morire aveva firmato l’ordinanza per farà sì che i fratelli Zara cambiassero identità. Nonostante le raccomandazioni della madre, Riccardo continua a saltare scuola e seguendo Yuri in una grotta trovano Tarik che è stato nascosto lì da Hassan. La medium Santina consiglia a Maria di chiedere alla figlia riguardo alla morte di Guido ma Luce le racconta solo che ha avuto un infarto all’improvviso mentre stava guidando. C’è un bacio inaspettato tra Maria e Dario dopo di che il capitano viene allarmata dalla figlia che il loro amico misterioso dj Gholem è stato ucciso ed è stato incendiato il suo furgone; Vitagliano Zara è ben nascosto ma decide di vendicarsi e uccide Beppe Patriarca al porto schiacciando la sua auto blindata con un container. Nico è su tutte le furie per la morte del fratello e vuole la morte degli Zara. Lo Svedese, l’uomo che era in affari con suo padre, ricatta Tancredi con un video che dimostra che l’operazione che ha portato alla morte di Don Vito non è stata un incidente e cosi lo convince a prendere in mano le redini della famiglia a discapito di Nico. Luce si ricorda ora che Annagreca era nell’auto con lei quando è morto il padre e interrogandola scopre che l’infarto del padre non è stato spontaneo ma è stato indotto da Tancredi Patriarca. Luce è però stata seguita dai Patriarca ma l’agguato non avviene perché Tancredi consegna un anello ad Annagreca. All’arrivo dei Carabinieri, Luce racconta tutto alla madre che torna al porto e capisce che le tantissime scatole di scarpe riversate dal container sulla macchina di Beppe Patriarca sono lo stesso tipo di quelle che Yuri ha regalato a Riccardo.
Il colonnello Mannoni racconta al capitano che il padre dei fratelli Zara era Giovanni Genovese, il contabile di Patriarca che però era infiltrato dei servizi segreti e che venne ucciso insieme alla moglie durante una presunta rapina
Dieci anni prima il clan era entrato nel “giro” del porto in affari con un consorzio internazionale che aveva scelto Bari per costruire il porto di container più grande d’Europa. Lo Svedese offre ad Annagreca e Vitagliano di diventare soci e lei in cambio ottiene la liberazione dei “bambini sperduti”: Annagreca uccide Hassan mentre sta cercando di riacchiappare Riccardo, Yuri e Tarik. Riccardo si sente male e viene portato in ospedale mentre gli altri bambini vengono salvati.
- Ascolti Italia: 5 705 000 - 23.8% share[3]

## Episodio 4
Riccardo e Yuri hanno entrambi una malattia rara che atrofizzerà i loro muscoli e ciò è dovuto probabilmente a un’intossicazione. Annagreca nella sua vecchia casa incontra Labriola e gli racconta dello Svedese e dell’affare del porto. Il tenente si è innamorato di lei e per questo vuole dare le dimissioni ma la Guerra gli fa cambiare idea. Perquisendo i container al porto scoprono un grande giro di merci contraffatte. Il maresciallo Racalbuto e la collega-compagna decidono di adottare Tarik. Dario Ventura fa fare degli esercizi speciali a Riccardo e Yuri per i loro muscoli. Labriola scopre che dietro alla Nordik Handling, la società che ha messo le mani sul porto, ci sono fondi di investimento asiatici e americani e che il suo database è stato hackerato da Annagreca. Un collegio di periti smentisce l’accusa di contraffazione e così capiscono che anche le aziende danneggiate sono d’accordo perché ci guadagnano sulla manodopera. Yuri e Riccardo in ospedale raccontano di aver visto delle armi in un container; anche Tarik ha la stessa malattia.
Annagreca non cambia idea, accetta le condizioni poste da Tancredi e lo sposa nonostante le insistenze di Labriola che segue la cerimonia insieme alla Guerra grazie a un drone che consente loro di vedere il volto dello Svedese: è Gunnar Hanstrom, incensurato e padre di due figli. Lo Svedese fa come dono di nozze ad Annagreca un computer con l'accesso a tutta la vera contabilità della Nordik Handling. Mannoni e la Guerra fanno presente al PM della faccenda delle armi spostate dai bambini e degli affari di Hanstrom. La polizia svedese fa irruzione a casa dello Svedese a Göteborg ma trovano un’altra persona con lo stesso nome. Intanto Nico Patriarca fa l’amore con Annagreca e ha in mente di uccidere il fratello: una sera gli dà un passaggio, ma Tancredi con la scusa di sentirsi male lo fa accostare e lo fa ammazzare da un suo uomo. Luce ottiene il permesso dalla madre di andare a convivere con Filippo e di lavorare in un pub. Subito dopo vengono perquisiti ancora i container ma invece che le armi vengono trovati altri bambini. Tancredi vuole uccidere Annagreca perché dalle telecamere ha scoperto del suo tradimento con Nico e dopo aver sparato in giardino a Labriola accorso per salvarla decide di togliersi la vita dopo aver slegato la moglie.
- Ascolti Italia: 5 620 000 - 22.7% share[4]